# Nederlandsch Wetenschappelijk Humanitair Komitee

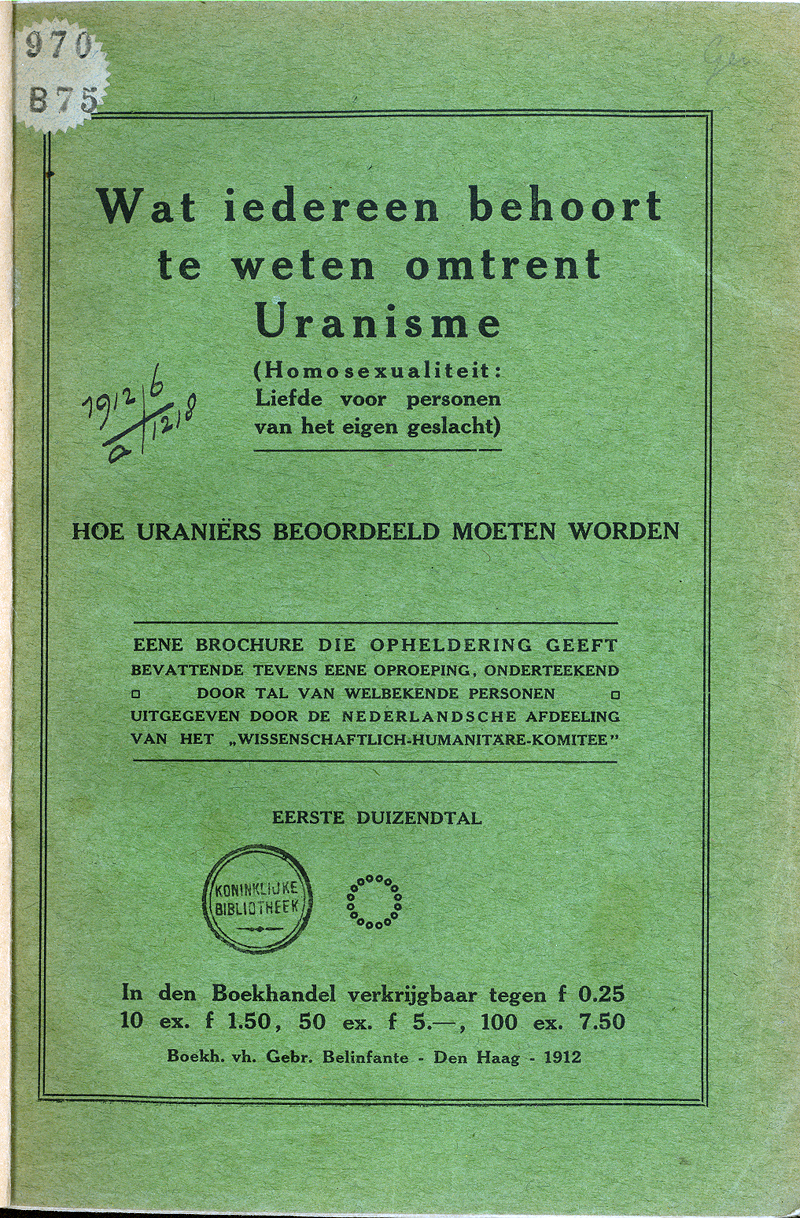
De eerste door het NWHK uitgegeven brochure, 1912

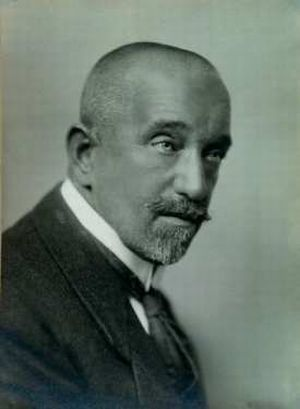
Jacob Anton Schorer, oprichter.

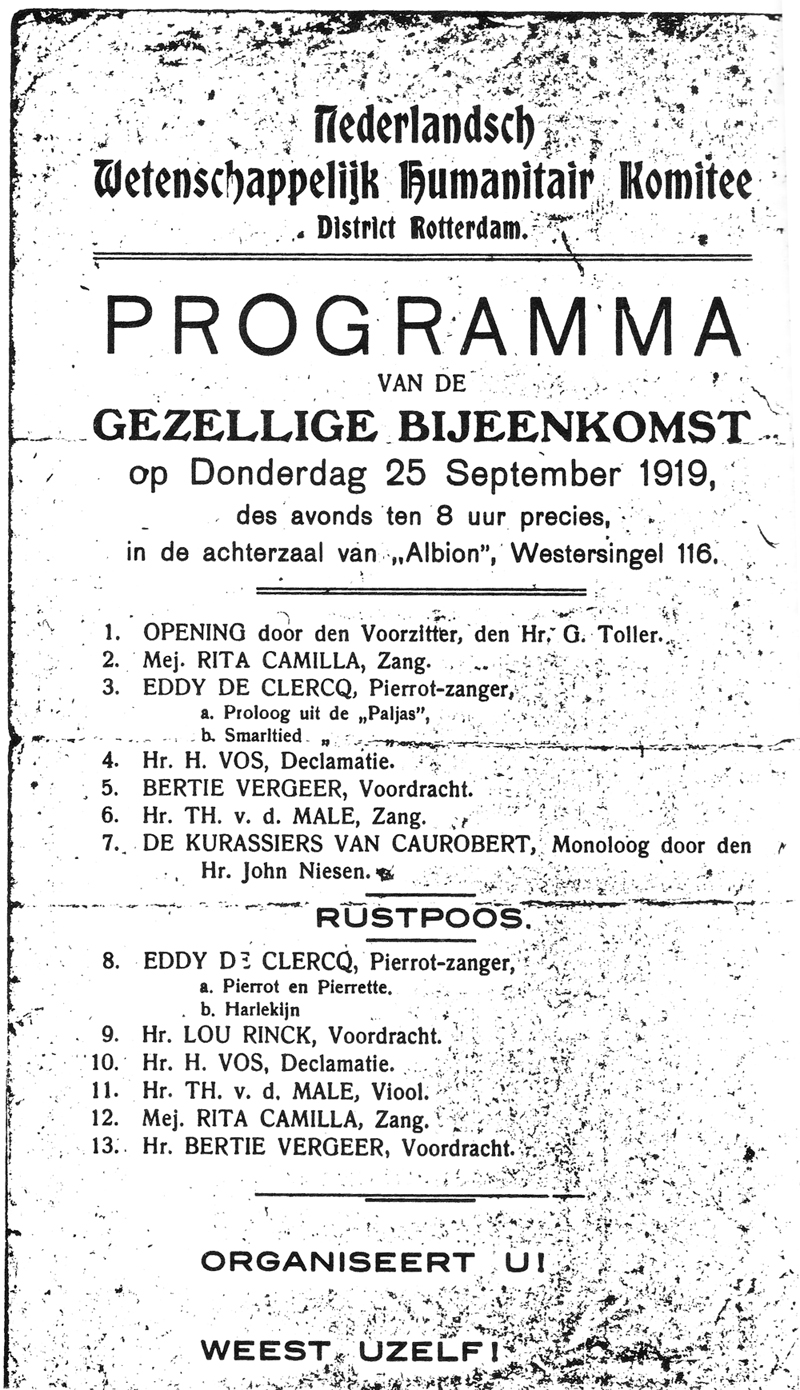
Programma voor de laatste bijeenkomst van het district Rotterdam, op 25 september 1919

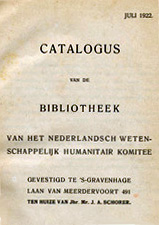
Catalogus van de bibliotheek van het NWHK uit juli 1922

Het Nederlandsch Wetenschappelijk Humanitair Komitee (NWHK) werd in 1912 opgericht door de advocaat jhr. dr. Jacob Schorer en opgeheven bij de Duitse inval in 1940. Het NWHK was de eerste Nederlandse organisatie die streed tegen discriminatie van homoseksuelen en daarmee de voorloper van de in 1946 opgerichte homo-emancipatievereniging COC.

## Oprichting
Het NWHK werd in 1912 opgericht door de advocaat jhr. dr. Jacob Schorer, samen met de artsen Arnold Aletrino en Lucien von Römer, als Niederländische Abteilung van het Wissenschaftlich-humanitäre Komitee (WhK), dat in 1897 in Berlijn was gesticht door Magnus Hirschfeld. Directe aanleiding voor de oprichting was de invoering van het tegen homoseksuelen gerichte artikel 248-bis in de Nederlandse strafwet in 1911.
De bedoeling van dit comité was de rechtsongelijkheid tussen heteroseksuelen en homoseksuelen in Nederland te bestrijden en mensen te informeren over het wezen van de liefde van man tot man of vrouw tot vrouw. Dit werd vooral gedaan door het verspreiden van wetenschappelijke inzichten waaruit bleek dat homoseksualiteit aangeboren was en dus niet door verleiding kon worden overgedragen. Net als bij het Duitse WhK werd dit ook door het Nederlandse comité tot uitdrukking gebracht met het Latijnse motto: Per Scientiam ad Justitiam, oftewel: "Door wetenschap naar gerechtigheid".
Vermoedelijk mede als gevolg van de anti-Duitse stemming na de Eerste Wereldoorlog, werd de Nederlandse afdeling van het WhK in 1919 een zelfstandig comité onder de naam Nederlandsch Wetenschappelijk Humanitair Komitee, afgekort N.W.H.K. Schorer was de drijvende kracht achter het comité, de man die al het uitvoerende werk deed en het gezicht naar buiten toe was. Medewerkers van het NWHK waren, naast Aletrino en Von Römer, onder meer de schrijver M.J.J. Exler, journalist Albert-Jan Luikinga, legerofficier Willem van Maanen en dr. E. van Schothorst.

## Organisatie
Het NWHK was lange tijd een vrijblijvend gezelschap zonder rechtspersoonlijkheid, pas in 1938 werd het omgevormd tot een stichting. De organisatie stond open voor zowel homo- als heteroseksuelen en voor toetreding was een jaarlijkse financiële bijdrage voldoende. Die kon zowel onder eigen naam, pseudoniem, motto, een letter- of cijfercode of anoniem plaatsvinden. Gedurende het bestaan van het NWHK waren er volgens Schorer niet meer dan 300 contribuanten. Het kantoor en de bibliotheek van het comité waren gevestigd in de woning van Schorer aan de Laan van Meerdervoort in Den Haag.
Begin 1919 werd op initiatief van Wim Roos, een van Schorers donateurs, uit een kleine vriendenkring het district Rotterdam van het NWHK gevormd. Schorer juichte dit toe en hoopte dat er in meer plaatsen afdelingen opgericht konden gaan worden. Het district Rotterdam organiseerde elke maand een open avond met muziek, sketches, dans en conversatie, dit alles met een zo mogelijk zedelijk verheffend karakter. Bij een van deze bijeenkomsten was ook de zedenpolitie aanwezig, wat volgens Schorer niet erg was, aangezien die dan met eigen ogen konden zien dat er niets aanstootgevends gebeurde.
De Rotterdamse zedenpolitie was echter van mening dat homoseksualiteit besmettelijk was en door verleiding op met name minderjarigen kon worden overgedragen. Bij een bijeenkomst op 25 september 1919 constateerde de politie dat personen beneden de 21 jaar aanwezig waren geweest en waarschijnlijk bleek alleen al de dreiging van overtreding van art 248-bis voldoende om het district Rotterdam daarna te beëindigen. Het landelijke comité van de zeer behoedzame Schorer heeft geen bijeenkomsten georganiseerd.

## Publicaties
Het Comité gaf diverse voorlichtingsbrochures uit, te beginnen met Wat iedereen behoort te weten omtrent Uranisme uit 1912. 'Uranisme' was een in die tijd door voorstanders gebruikt woord om het als negatief aangevoelde woord homoseksualiteit te vermijden. Aan deze brochure, die voor een breed publiek bedoeld was en verscheen in een oplage van ongeveer 15.000 exemplaren, was een petitie toegevoegd, waarin werd gepleit voor herziening van de strafwetgeving. Deze petitie werd door tal van vooraanstaande Nederlanders ondertekend.
In 1916 gaf het NWHK opnieuw een brochure uit, in een oplage van 34.000 exemplaren, maar deze keer uitsluitend voor homoseksuelen zelf bedoeld. De brochure was getiteld Open brief aan Hen die anders zijn dan de anderen, door Eén hunner en geschreven door de schrijver Henri François, die ook betrokken was bij het NWHK en later nog twee homoromans uitbracht.
Alle activiteiten van het Nederlandsch Wetenschappelijk Humanitair Komitee werden door Schorer verantwoord in jaarverslagen, waarin hij ook de politieke, maatschappelijke en wetenschappelijke ontwikkelingen rond homoseksualiteit beschreef en attendeerde op boeken en tijdschriften over dit onderwerp. Mede door geldgebrek werd de uitgave van het jaarverslag in 1921 gestaakt, maar deze werd in 1933 hervat. De oplage groeide van 3000 in 1933 tot 20.000 in 1939.
De jaarverslagen werden niet alleen aan de donateurs van het NWHK gestuurd, maar ook aan een hele reeks notabelen, zoals politici, leden van de rechterlijke macht, medici en studenten die medicijnen en rechten studeerden. Deze ongevraagde toezendingen leidden zowel tot nieuwe sympathisanten als tot protesten. Zo reageerde de katholieke strijdorganisatie Actie "Voor God" in 1937 met een brochure onder de titel Verderfelijke propaganda! en pleitte voor een verbod op het NWHK. Ook het katholieke Nijmeegse studentenblad Vox Carolina protesteerde tegen toezending van het jaarverslag en noemde het een "pervers geschrift". Daartegenover stond iemand als Jaap van Leeuwen, die als student in 1919 een jaarverslag ontving en daarna contact met Schorer opnam, waarna een levenslange vriendschap ontstond.

## Opheffing
Toen op 10 mei 1940 de Duitse inval plaatsvond, besloot Schorer direct het NWHK op te heffen en vernietigde hij, samen met zijn vrienden Han Stijkel en Henri François, de ledenadministratie en het gehele archief. Door de opheffing werd de bibliotheek van het NWHK Schorers persoonlijk bezit en hij hoopte dat deze daardoor uit handen van de Duitsers kon blijven.
Dit bleek vergeefs, want al op 15 mei 1940 deden de Duitsers een inval in zijn appartement aan de Laan van Meerdervoort 539. De omvangrijke bibliotheek, bestaande uit 1885 werken, waaronder 40 tijdschrifttitels, werd in beslag genomen. Er is nooit meer een spoor van teruggevonden, alleen de bibliotheekcatalogus is behouden gebleven. Protesten bij de Duitse autoriteiten bleven onbeantwoord en ook na de bevrijding wees de Nederlandse overheid Schorers oorlogsschadeclaim voor het verlies van de bibliotheek af.
Na de oorlog heeft Schorers goede vriend Jaap van Leeuwen geprobeerd de bibliotheek van het NWHK te herstellen. Dit werd de basis van de naar hem genoemde Van Leeuwenbibliotheek, die in 1988 opging in het Homodok, tegenwoordig het IHLIA LGBT Heritage. In het kader van naoorlogs rechtsherstel voor homoseksuelen kreeg het IHLIA in 1999 en 2001 overheidssubsidie voor de fysieke en virtuele reconstructie van deze bibliotheek van het NWHK. Hierdoor kon aan de hand van de bewaard gebleven catalogus een deel van de collectie, namelijk 770 werken, worden hersteld.